# Jacques Santi
Pour les articles homonymes, voir Santi.
Jacques Santi, de son vrai nom Jacques Abel François Djoudi, est un acteur et réalisateur français né le 11 mars 1939 à Paris où il meurt le 29 mars 1988,.

## Biographie
Il entreprend des études de médecine, qu'il abandonne rapidement, tout en s’inscrivant au cours de théâtre de René Simon. Après son service militaire, il se consacre pleinement à la comédie. Il s'oriente vers le cinéma et la télévision dès le début des années 1960. Il incarne le personnage de Bob Morane dans L'espion aux cents visages, mais l'unique copie du film est détruite dans un incendie. Il est surtout connu du grand public pour avoir incarné Michel Tanguy dans la série télévisée Les Chevaliers du ciel (1967-1970) — dans laquelle Christian Marin était Ernest Laverdure —, et pour avoir été Antoine Delorme dans le feuilleton télévisé La Princesse du rail (1967).
Dans son livre Mémoires d'un chevalier du ciel, Christian Marin révèle que Jacques Santi était las du métier de comédien et souhaitait passer à la mise en scène. Un grave accident de voiture qui le laisse en partie défiguré met un terme définitif au projet d'une quatrième saison des chevaliers du ciel.
Comme d'autres vedettes de feuilleton de l'ORTF, tels Jean-Claude Drouot (pour Thierry la fronde), il a beaucoup de mal à faire oublier cette image qui lui colle à la peau.
Il devient assistant réalisateur pour Claude Sautet en 1972. Sa maladie ne lui laisse le temps que de réaliser un unique long-métrage en 1987, Flag.
Jacques Santi meurt d'une tumeur au cerveau à l'âge de 49 ans. Il est inhumé au cimetière de Grisy-les-Plâtres (Val-d'Oise).

## Filmographie

### Cinéma
- 1960 : L'espion aux cent visages, de Fannoy, avec Christian Barbier, Véronique Nordey[8]
- 1962 : Les Parisiennes (un copain d'Ella), de Jacques Poitrenaud, avec Dany Saval, Darry Cowl, Françoise Giret
- 1962 : La Dénonciation, de Jacques Doniol-Valcroze, avec Maurice Ronet, Françoise Brion, Nicole Berger
- 1964 : Une souris chez les hommes (non crédité), de Jacques Poitrenaud, avec Louis de Funès, Maurice Biraud, Dany Saval
- 1965 : Le Ciel sur la tête (Jolivet), de Yves Ciampi, avec Jacques Monot, Guy Tréjan, Marcel Bozzuffi
- 1965 : Un milliard dans un billard (Un voyageur à l'aéroport), de Nicolas Gessner, avec Jean Seberg, Claude Rich, Pierre Vernier
- 1965 : Fantomas se déchaîne, d'André Hunebelle; le journaliste qui interroge Louis de Funès à la télévision (non crédité)
- 1966 : Intrigue à Suez, de Paolo Heusch, avec Rik Van Nutter, Marilù Tolo, Eduardo Fajardo
- 1966 : Galia, de Georges Lautner, avec Mireille Darc, Venantino Venantini, Françoise Prevost
- 1966 : Paris brûle-t-il ? (Un résistant), de René Clément, avec Jean-Paul Belmondo, Charles Boyer, Leslie Caron
- 1967 : Indomptable Angélique (non crédité), de Bernard Borderie, avec Michèle Mercier, Robert Hossein, Roger Pigaut
- 1968 : Angélique et le Sultan[9] (le comte de Vateville), de Bernard Borderie, avec Michèle Mercier, Robert Hossein, Jean-Claude Pascal
- 1968 : Les Gros Malins (Alex le pronostiqueur), de Raymond Leboursier, avec Jacques Jouanneau, Henri Génès, Francis Blanche
- 1970 : La Promesse de l'aube (un soldat), de Jules Dassin, avec Melina Mercouri, Jean Martin, Fernand Gravey
- 1973 : Traitement de choc, d'Alain Jessua (Le Quérec (non crédité))
- 1973 : La Révélation, d'Alain Lavalle, avec Robert Etcheverry, Olga Georges-Picot, Juliette Mills, Sady Rebbot
- 1983 : Banzaï (officier de pont porte-avion), de Claude Zidi, avec Coluche, Valérie Mairesse
- 1984 : Les Ripoux (inspecteur IGS), de Claude Zidi, avec Philippe Noiret, Thierry Lhermitte, Régine

### Courts métrages
- 1966 : Entends-tu la mer ?, de Jacques Rouland, avec Dorothée Blanck

### Réalisateur
- 1987 : Flag, avec Richard Bohringer, Pierre Arditi, Philippine Leroy-Beaulieu, Julien Guiomar

### Assistant réalisateur
- 1972 : César et Rosalie de Claude Sautet.
- 1973 : Traitement de choc d'Alain Jessua.
- 1974 : Vincent, François, Paul... et les autres, de Claude Sautet, avec Yves Montand, Michel Piccoli, Serge Reggiani, Stéphane Audran.
- 1975 : Le Vieux Fusil, de Robert Enrico, avec Philippe Noiret, Romy Schneider, Jean Bouise, Madeleine Ozeray.
- 1975 : La Cage de Pierre Granier-Deferre.
- 1975 : Police Python 357, de Alain Corneau, avec Yves Montand, Simone Signoret, François Périer, Stefania Sandrelli.
- 1976 : Mado, de Claude Sautet, avec Michel Piccoli, Ottavia Piccolo, Jacques Dutronc, Charles Denner.
- 1978 : La Zizanie, de Claude Zidi, avec Louis de Funès, Annie Girardot, Maurice Risch, Julien Guiomar.
- 1980 : La Tour Eiffel en otage (The Hostage Tower), de Claudio Guzmán, avec Peter Fonda, Maud Adams, Billy Dee Williams, keir Dullea.
- 1980 : Deux Affreux sur le sable, de Nicolas Gessner, avec Tony Curtis, Louis Gossett Jr., Sally Kellerman, John Vernon.
- 1980 : Inspecteur la Bavure, de Claude Zidi, avec Coluche, Gérard Depardieu, Marthe Villalonga, Julien Guiomar.
- 1981 : Une étrange affaire, de Pierre Granier-Deferre, avec Michel Piccoli, Gérard Lanvin, Nathalie Baye, Jean-Pierre Kalfon.
- 1981 : Thornwell d'Harry Moses (TV)
- 1982 : Les Sous-doués en vacances, de Claude Zidi, avec Guy Marchand, Daniel Auteuil, Grace de Capitani, Charlotte de Turckheim.
- 1982 : Le Gendarme et les Gendarmettes, de Jean Girault, avec Louis de Funès, Michel Galabru, Maurice Risch, Patrick Préjean.
- 1983 : Garçon !, de Claude Sautet, avec Yves Montand, Nicole Garcia, Jacques Villeret, Dominique Laffin.
- 1983 : Banzaï, de Claude Zidi (en tant que 1er assistant réalisateur).
- 1984 : Les Ripoux, de Claude Zidi, avec Philippe Noiret, Thierry Lhermitte, Régine, Julien Guiomar, Grace de Capitani.

### Télévision
- 1966 : Comment ne pas épouser un milliardaire, de Lazare Iglésis, avec Marie-France Boyer, Jean-Claude Pascal, Magali Noël
- 1967 : La Princesse du rail (Antoine Delorme), de Henri Spade, avec Armand Mestral, Claude Marcault, Muriel Baptiste
- 1967 : Les Chevaliers du ciel (Michel Tanguy), de François Villiers, avec Christian Marin, Michèle Girardon, Roger Pigaut

## Théâtre
- 1961 : Football de Pol Quentin et Georges Bellak, mise en scène Michel Fagadau, théâtre de la Gaîté-Montparnasse
- 1965 : La Dame de chez Maxim (Marollier), mise en scène Jacques Charon, théâtre du Palais-Royal

## Littérature
Jacques Santi écrit, en 1988, un roman intitulé Le Petit Bonhomme en noir (aux éditions Denoël), préfacé par Richard Bohringer. Cet ouvrage relate la passion d'un adolescent de 15 ans pour sa tante trentenaire. Un livre à l'ambiance champêtre sur fond de bouleversements sociétaux des années 1960.

## Distinctions
- 1987 : Nomination pour le César de la meilleure première œuvre pour le film Flag